# 乌来冬青
乌来冬青（学名：Ilex uraiensis）为冬青科冬青属的植物，是台灣的特有植物。分布于台灣海拔400米的地区，一般生于山地阔叶林中，目前已由人工引种栽培。

## 异名
- Ilex formosae (Loes.) Li
- Ilex uraiensis Mori et Yamamoto var. macrophylla S. Y. Hu